# Union des Artistes Modernes

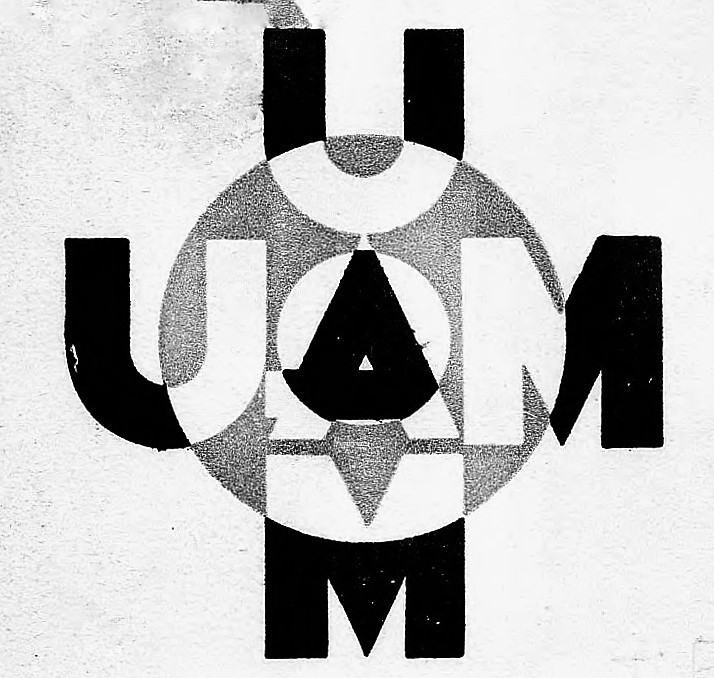
Logotipo de la Union des Artistes Modernes creado por Pierre Legrain, 1930

La Union des artistes modernes (Unión de Artistas Modernos en español), o UAM en sus siglas abreviadas, fue un movimiento centrado en las artes decorativas fundado en Francia en 1929 por Robert Mallet-Stevens y que perduró hasta 1958. 
El movimiento buscaba explorar las posibilidades de los nuevos materiales y técnicas de comienzos de siglo para aplicarlos a las artes decorativas desde una visión moderna e innovadora. 
Se dieron a conocer en la Exposición Internacional de París de 1937 con un pabellón exclusivo para ellos.

Algunos de sus miembros más destacados fueron:
- Rose Adler (1892-1969), Charlotte Alix,
- Pierre Barbe, Louis Barillet (1880-1948), Georges Bastard (1881-1939), Francis Bernard, André Bloc (1896-1966), Jean Burkhalter (1895-1982),
- Jean Carlu, A.-M. Cassandre (1901-1968), Philippe Charbonneaux (1917), Pierre Chareau (1883-1950), Paul Colin (1892-1985), Étienne Cournault (1891-1948), Joseph Csaky (1888-1971),
- Jean Dourgnon (1901-1985),
- Marcel Gascoin (1907-1986), Adrienne Gorska (1899-1969), Pierre Guariche (1926-1995), Gabriel Guevrekian,
- Hélène Henry, René Herbst (1891-1982), Lucie Holt-Le-Son,
- Charles-Edouard Jeanneret (Le Corbusier) (1887-1965), Pierre Jeanneret (1896-1967), Francis Jourdain (1876-1958), Frantz-Philippe Jourdain,
- Robert Lallemant, Jean Lambert-Rucki (1888-1967), Jacques Le Chevallier (1896-1987), Robert Le Ricolais (1894-1977), Claude Lemeunier, Charles Loupot (1892-1962), André Lurçat (1894-1970),
- Robert Mallet-Stevens (1886-1945), Jean y Joël Martel (1896-1966), Mathieu Matégot (1910-2001), Gustave Miklos (1888-1967), Jean-Charles Moreux (1889-1956),
- Charles Peignot, Charlotte Perriand (1903-1999), Georges-Henri Pingusson (1894-1978), Claude Prouvé (1929), Jean Prouvé (1901-1984), Jean Puiforcat (1897-1945),
- Carlo Rim (1905-1989),
- André Salmon (1881-1969), Gérard Sandoz (1914-1988), Louis Sognot (1892-1969),
- Roger Tallon (1929-2011), Raymond Templier (1891-1968),
- Maximilien Vox (1894-1974).
- Sonia Delaunay Terk (1885-1979)).